# 세계무역감사
세계무역감사(Global Trade Watch, GTW)는 세계화의 사회 및 환경 영향을 모니터 하는 오스트레일리아의 비영리 기관이다.
2003년에 설립되어, 세계무역감사는 팜플렛&도서를 출판하고, 영화를 만들어 세계화를 이해할 수 있는 과정을 성인들에게 가르치는 교육을 운영하고 있다.

세계무역감사는 또 피플&플래닛 국제 사진 콘테스트를 열고 있으며 연간 인물 지구: 사회 정의&환경 일지도 발간하고 있다.
세계무역감사는 '세계화를 다시 생각하다'라는 블로그를 운영하고 있다.

## 관련 미디어
- 데이비드 엘리야, 자유 무역 지도를 토렌트 문제,23August2003.